# Villa Heinrich
Die Villa Heinrich ist eine denkmalgeschützte Villa an der Gelbinger Gasse 111 in Schwäbisch Hall. 
Das Gebäude wurde 1874 für den Schwäbisch Haller Maschinenbau-Fabrikanten Heinrich erbaut. Die Fassade des zweigeschossigen Hauses zeigt einen Mittelrisaliten, der von einem dreieckigen Giebel gekrönt wird. An der Seitenfassade ist ein quadratisches Treppentürmchen zu sehen. Verschiedene Fensterbekrönungen schmücken die Fenster. Gesimse schmücken die Fassade: „Die reiche Gliederung des Baukörpers und die Details zeichnen die Villa als ein gutes Beispiel Haller Wohnarchitektur der 2. Hälfte des 19. Jh. aus“ (Klassizismus#Architektur des Klassizismus; Biedermeier#Architektur und Möbel).